# Eduard Valenta

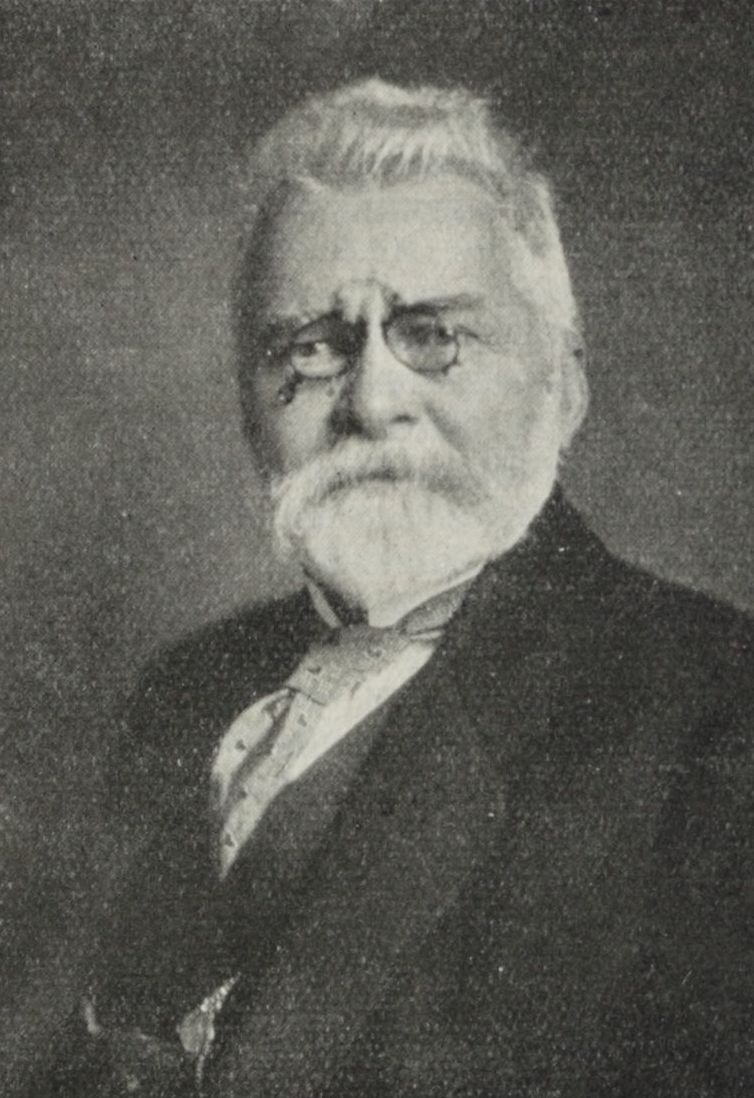
Eduard Valenta, um 1927

Eduard Valenta (* 5. August 1857 in Wien; † 19. August 1937 ebenda) war ein österreichischer Chemiker.

## Familie
Valenta war ein Sohn des Ministerialsekretärs Eduard Valenta und dessen Ehefrau Karoline Valenta, geb. Mößlang. Seine Schwester Anna war mit dem Fotochemiker Josef Maria Eder verheiratet. 1894 ehelichte er Alice Richter (1864–1936).

## Leben
Valenta besuchte die Schottenfelder Realschule und studierte anschließend an der Technischen Hochschule in Wien Chemie. Von 1881 bis 1884 war er Assistent am Lehrstuhl für chemische Technologie organischer Verbindungen. Hier lernte er auch Josef Maria Eder kennen. Anschließend arbeitete Valenta in der chemischen Fabrik F. Fischer in Unterlaa bei Wien, deren Direktor er später wurde. Von 1892 bis 1924 lehrte Valenta an der Lehr- und Versuchsanstalt für Photographie und Reproduktionsverfahren, der späteren Graphischen Lehr- und Versuchsanstalt in Wien.
In dieser Zeit publizierte Valenta auch ausgiebig, beschrieb neue Methoden und Verfahren auf dem Gebiet der Fotografie und verfasste auch Abhandlungen auf dem Gebiet der Spektralanalyse. Ausführlich widmete er sich auch der Interferenzfarbenfotografie. An der Versuchsanstalt von Valenta und Eder fanden auch die ersten Versuche mit den neuentdeckten Röntgenstrahlen in Österreich statt.
Mit der Angliederung einer Buchdruckabteilung erweiterte sich Valentas Arbeitsgebiet auch auf Papier, Druckfarben, Firnisse, Harze u. a. Er entwickelte ein Viskosimeter zur Prüfung der Gallertfestigkeit von Leimen sowie ein Verfahren der Schwefelung zur Prüfung der Lichtempfindlichkeit von Asphalt.
Valenta war Ehrenmitglied der Photographischen Gesellschaft und der Royal Photographic Society in London. Er hielt auch nach seiner Pensionierung noch Vorlesungen.

## Schriften (Auswahl)
- Die Klebe- und Verdickungsmittel, ihre Eigenschaften, Kennzeichen, Verfälschungen, technische Prüfung und Werthbestimmung. Fischer, Kassel 1884.
- Die Photographie in natürlichen Farben mit besonderer Berücksichtigung des Lippmann-Verfahrens. Knapp, Halle a.S. 1894 (Enzyklopädie der Photographie; 2) (Digitalisat).
- Versuche über Photographie mittelst der Röntgen'schen Strahlen. R. Lechner, Wien 1896.
- Behandlung der für den Auscopier-Prozeß bestimmten Emulsionspapiere. Knapp, Halle a.S. 1896 (Enzyklopädie der Photographie; 20) (Digitalisat).
- Untersuchungen über das Sensibilisirungsvermögen verschiedener Theerfarbstoffe. In: Jahrbuch für Photographie und Reproduktionstechnik. Bd. 12 (1898), S. 255–265 (Digitalisat).
- Photographische Chemie und Chemikalienkunde. 2 Bde. Knapp, Halle a.S. 1898–1899.
- Die Rohstoffe der Graphischen Druckgewerbe. 3 Bde. Knapp, Halle a.S. 1904–1914.
- mit Josef Maria Eder: Beiträge zur Photochemie und Spectralanalyse. Graphische Lehr- und Versuchsanstalt, Wien 1904.
- Atlas typischer Spektren. 2 Bde. Hölder, Wien 1911.